# کاخ پادشاهی، اسلو
کاخ پادشاهی در اسلو (نروژی: Slottet که پیش‌تر با نام Det kongelige slott شناخته می‌شد)، در نیمهٔ نخست سدهٔ ۱۹ میلادی ساخته شد و به عنوان محل اقامت چارلز سوم از نروژ، متولد فرانسه و پادشاه سوئد و نروژ در نظر گرفته شد این کاخ امروزه محل فعلی اقامت پادشاه نروژ است درحالی که ولیعهد ساکن آسکر در غرب اسلو است.
هاکون هفتم نروژ نخستین پادشاهی بود که تصمیم گرفت برای همیشه در این کاخ بماند.